# 大場鑑次郎

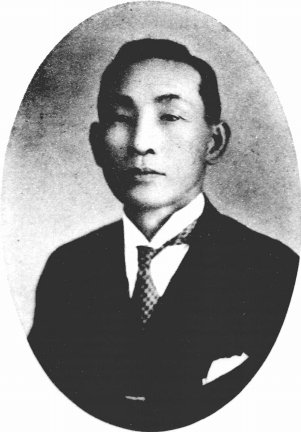
大場鑑次郎

大場 鑑次郎（おおば かんじろう、1888年（明治21年）2月12日 - 1980年（昭和55年）5月15日）は、日本の内務・警察官僚。官選愛媛県知事、関東州庁長官。旧姓・金子。

## 経歴
山形県南村山郡椹沢村（現在の山形市）出身。農業・金子慶治の三男として生まれ、大場徳太郎の養子となる。山形県立山県中学校、第二高等学校を卒業。 1911年7月、東京帝国大学法科大学政治学科を卒業。同年11月、文官高等試験行政科試験に合格。内務省に入省し愛媛県試補となる。
1913年7月、愛媛県警視に就任。以後、北海道庁理事官・視学官、高知県理事官、関東庁事務官・警務局保安課長、同局高等警察課長兼保安課長、同局保安課長、東京府内務部長、福岡県書記官・内務部長などを経て、1931年5月、台湾総督府文教局長に就任し1932年3月まで在任。1933年9月、関東庁警務局長、1934年12月、関東州庁長官となる。
1935年1月、愛媛県知事に転任。長年の懸案であった銅山川取水問題を解決に導いた。1937年7月に知事を辞職。同年に退官した。